# 第120独立領土防衛旅団 (ウクライナ領土防衛隊)
第120独立領土防衛旅団（だい120どくりつりょうどぼうえいりょだん、ウクライナ語: 120-та окрема бригада територіальної оборони）は、ウクライナ領土防衛隊の旅団。南部作戦管区隷下。

## 概要

### ドンバス戦争

ヴィーンヌィツャ連隊章

2018年7月10日、ドンバス戦争の影響に伴い、ウクライナ領土防衛隊の動員が開始され、ヴィーンヌィツャ州で創設された。

### ロシアのウクライナ侵攻

#### 東部・バフムート戦線

第120旅団旗

2022年8月、ロシアのウクライナ侵攻で第173独立領土防衛大隊が激戦地の東部ドネツィク州バフムート地区に配備され、バフムート市を49日間防御した。2023年1月にバフムート北のソレダル方面を防御した。初の実戦で戦い方がよく分からなかったため、第93独立機械化旅団に教えてもらいながら、ローテーションをこなした。

#### 東部・スヴァトヴェ-クレミンナ戦線
2024年5月、第170独立領土防衛大隊が東部ルハーンシク州セヴェロドネツィク地区に配備され、クレミンナ西のリマン方面に展開した。

#### 北東部・ハルキウ戦線
2024年5月、第172独立領土防衛大隊がロシアと国境を接する北東部ハルキウ州ハルキウ地区に配備され、第125独立領土防衛旅団、第23独立機械化旅団隷下の第415独立小銃大隊と共にハルキウ北の国境を防御したが、ロシア軍の攻勢を受けて防衛線が脆弱と判断して早期撤退した。

#### 東部・ポクロウシク戦線
2024年9月、第210独立領土防衛大隊が激戦地の東部ドネツィク州ポクロウシク地区に配備され、10月にマリンカ西のヒルニク村で連係ミスからロシア軍に包囲されて自力で解囲したが、戦死者11人、戦傷者70人の損害を受けた。

## 編制
- 旅団司令部（ヴィーンヌィツャ）
- 第168独立領土防衛大隊（ラディージン）
- 第169独立領土防衛大隊（トゥーリチン）
- 第170独立領土防衛大隊（ジュメールィンカ）
- 第171独立領土防衛大隊（ネムィーリウ）
- 第172独立領土防衛大隊（モヒリーウ・ポジーリシキー）
- 第173独立領土防衛大隊（コジャーティン）
- 第210独立領土防衛大隊（プルティウツィ）

- 火力支援中隊
- 迫撃砲中隊
- 対破壊工作中隊
- 戦闘・後方支援隊
- 衛生隊